# Університет Маямі
Університет Маямі (англ. The University of Miami, неформальні назви: UM, U of M, U Miami, Miami) — приватний світський університет у США, створений 1925 року, основний кампус якого розміщено у містечку Корал-Гейблз штату Флорида. Медична школа (разом з лікарнею) розташована у центрі Маямі, а океанічні дослідницькі підрозділи — у Вірджинія Кі (англ. Virginia Key).
У 2010 році в університеті у 12 коледжах (включаючи медичну школу, школу права і школу з вивчення океанографії) навчалось 15.629 студентів на 115 бакалаврських, 108 магістерських, 53 докторських (з яких 49 — дослідницьких і 4 професійних) програмах.
Бюджет університету на 2010−2011 навчальний рік становив $2,5 млрд. (з яких $1,7 млрд. — бюджет медичних підрозділів), в тому числі на дослідження — $338,9 млн. Цільовий капітал (ендовмент) на кінець 2010 фінансового року становив $618,2 млн.